# David Czyszczon
David Czyszczon (* 4. September 1981 in Racibórz, Polen) ist ein ehemaliger deutscher Fußballspieler.

## Werdegang
In seiner Jugend spielte Czyszczon beim DSC Wanne-Eickel, seine Profikarriere begann er beim VfL Bochum, wo er in der Saison 2005/06 in der Zweiten Bundesliga fünf Spiele absolvierte und dabei ein Tor erzielte. In der Regionalliga spielte er bisher 15-mal.
Zur Saison 2007/08 wechselte Czyszczon zu Rot-Weiss Essen in die bis dahin dritthöchste Spielklasse, die Regionalliga Nord und stieg direkt in die neu gegründete Regionalliga West ab, wo er auch in der Saison 2008/09 spielte. Im Sommer 2009 unterschrieb er dann zunächst einen Einjahresvertrag bei den Sportfreunden Lotte, der wenig später um zwei Jahre verlängert wurde. Für die Sportfreunde war Czyszczon bis zum Ende der Saison 2011/12 in der Abwehr tätig, dann wechselte er zum SC Wiedenbrück 2000.
Nach zwei Jahren in Wiedenbrück, wo er auch Mannschaftskapitän war, verließ er den Verein, da er in seiner Heimatstadt Herne einen Arbeitsplatz in einem Autohaus erhielt. Ab 2014 spielte Czyszczon für den Bezirksligisten BV Herne-Süd. Ab Januar 2016 spielte Czysczon für den Landesligisten SV Sodingen.